# 炭丘獸科
炭丘獸科（學名：Anthracobunidae）是生活在始新世早期至中期的有蹄動物科別，為奇蹄目的近緣類群。
牠们最初被认为是原始的长鼻目，是始祖象科及索齒獸目的祖先。少数观点有指牠們也是海牛目的祖先。
炭丘獸科的體型及頰齒形態都像始祖象科，但卻沒有长牙。牠們的化石主要只有牙齒及一些碎片，都是從印度次大陸西北部的始新世地層發現。牠們棲息在沼澤環境，有可能是兩棲的。牠們較為細小，只長1–2米。

## 备注
1. ↑  2014年發表的支序分析研究中，移除了舊時歸類於本科的 Ishatherium、Hsanotherium、Indobune 和 Nakusia ，並將大部分曾屬於 Pilgrimella 和 Lammidhania 的化石標本歸入炭丘獸屬（Anthracobune）[2]。